# Kirkjubøstein

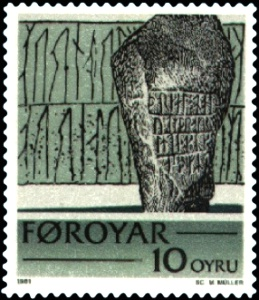
Auf dieser Briefmarke ist der Sandavágsstein im Vordergrund zu sehen, dahinter die Inschrift des Kirkjubøsteins.

Der Kirkjubøstein (färöisch: Kirkjubøsteinurin) ist ein Runenstein, der 1832 nahe dem Magnusdom in Kirkjubøur auf den Färöern gefunden wurde.
Der Stein wurde lange im Dänischen Nationalmuseum aufbewahrt, befindet sich nun aber wieder auf den Färöern und wird im Historischen Museum der Färöer aufbewahrt. 19 Runen sind eingeritzt, aber nur schwer lesbar. Der Text ist bisher nicht eindeutig entziffert. Der einzige Teil, der möglicherweise Sinn ergibt, sind die letzten 12 Zeichen. Dieser Abschnitt lautet nach der Transkription von Marie Ingerslev Simonsen von 1959:
i : uikuf(i) : uni : ruo
Im standardisierten Altnordisch:
Vigulfi unni ró
Deutsch:
(dem) Vígúlvur gewährter Frieden
Zusammen mit dieser Deutung wurde der Stein auf das 11. Jahrhundert datiert. Heute wird allgemein gesagt, der Stein stamme aus der Zeit um das Jahr 1000, der Christianisierung der Färöer.
Eine frühere Deutung von Ludvig Wimmer 1887 besagt:
uftir hrua
eftir Hróa
nach Rói
Wimmer datierte den Stein auf das 9. Jahrhundert, den Anfang der Wikingerzeit auf den Färöern.
Beide Deutungen ergeben, bezüglich der gemeinten Person, einen völlig unterschiedlichen Sinn: Ist die Rede von einem Hrói (Rói oder Rógvi im heutigen Färöisch), oder von einem Vigulf (Vígúlvur)?
Der Kirkjubøstein ist neben dem Sandavágsstein und dem Fámjinsstein einer von drei bekannten färöischen Runensteinen und gleichzeitig das älteste bekannte Schriftzeugnis von den Färöern.